# Починковская волость (Егорьевский уезд)
Починковская волость — волость в составе Егорьевского уезда Московской губернии (до 1922 года в Рязанской губернии). Существовала в 1861—1929 годах. Ныне территория волости входит в черту городского округа Егорьевск Московской области.
Волостной центр — село Починки.

## История
Починковская волость существовала в составе Егорьевского уезда Рязанской губернии с 1861 года. В 1922 году волость вместе со всем Егорьевским уездом вошла в состав Московской губернии.
22 июня 1922 года волость укрупнили путём присоединения к ней части селений Парыкинской волости (кроме деревень Дмитровки и Полбино).
В ходе реформы административно-территориального деления СССР в 1929 году Починковская волость была упразднена.

## Состав
На 1885 год в состав Починковской волости входило 2 села и 15 деревень.
| Вид     | Наименование    | Население, чел. (1885 год) | Население, чел. (1905 год) |
| ------- | --------------- | -------------------------- | -------------------------- |
| деревня | Сидоровская     | 160                        | 183                        |
| деревня | Тимоново        | 70                         | 60                         |
| деревня | Алешино         | 96                         | 131                        |
| деревня | Антипино        | 276                        | 325                        |
| деревня | Большая Ильинка | 206                        | 263                        |
| деревня | Старое Ерохино  | 241                        | 323                        |
| деревня | Новое Ерохино   | 259                        | 325                        |
| деревня | Спас            | 247                        | 293                        |
| деревня | Бутово          | 280                        | 358                        |
| село    | Жабка           | 281                        | 314                        |
| деревня | Малая Ильинка   | 552                        | 679                        |
| деревня | Анохино         | 535                        | 715                        |
| деревня | Коливоново      | 152                        | 206                        |
| деревня | Крехтино        | 617                        | 665                        |
| деревня | Денисово        | 309                        | 411                        |
| деревня | Никоново        | 293                        | 377                        |
| село    | Починки         | 1271                       | 1618                       |

В 1929 году волость включала 10 сельсоветов: Анохинский, Бутовский, Жабковский, Княжевский, Крехтиновский, Леоновский, Парыкинский, Починковский, Рахмановский и Старо-Ерохинский.

## Землевладение
Население составляли 19 сельских общин — все бывшие помещичьи крестьяне. В одной общине землевладение было участковое, в остальных общинное. 8 общин делили землю по ревизским душам, ещё 8 общин делили по работникам, в остальных двух земля делилась по наличным душам. Луга в большинстве общин делили ежегодно, в 3 общинах одновременно с пашней, а в 2 их не делили.
Многие общины арендовали луга и пастбища. Домохозяева, имевшие арендную землю, составляли около 61 % всего числа домохозяев волости.

## Сельское хозяйство
Почва была супесчаная или песчаная, реже суглинистая. Хороших лугов было мало, в основном болотистые и кочковатые. В 6 общинах леса не было совсем, в остальных — мелколесье или кустарник, в некоторых дровяной лес, в одной общине есть немного строевого леса. Крестьяне сажали рожь, гречиху и картофель. Редко сеяли овёс и просо. Топили дровами и сучьями, но в основном топливо покупали.

## Местные и отхожие промыслы
Основным местным промыслом было ткание нанки. Нанку ткали из готовой основы, которую покупали у местных мастерков. В 1885 году тканием нанки занимались 23 мужчины и 180 женщин, а также было 3 мастерка. Кроме того было 145 плотников, 23 портных, 26 печников, 11 сапожников, 30 пильщиков, 4 колесника, 8 лесопромышленников, 11 торговцев, 16 мастеровых и 40 имеющих различные занятия. В деревне Крехтиной изготовляли долблённые и дощатые гробы. Из женщин 8 работали на фабриках (ткацких) и 48 были прислугой, работницами, кухарками и пр.
Отхожие промыслы были значительны. В 1885 году на заработки уходили 1001 мужчина, что составляло 70 % всего мужского населения рабочего возраста. Из них 536 плотников, 351 пильщик, 51 печник, 3 портных, 4 каменщика, 4 фабричных, 3 столяра, 8 мастеровых, 15 приказчиков и артельщиков, 2 торговца, 2 гуртовщика, 3 извозчика, 1 учитель и 18 человек имеющих разные занятия. Женщин уходило 16, из которых 6 работали на фабриках, 1 портниха, остальные прислуга. На заработки уходили в основном в Московскую губернию.

## Инфраструктура
В 1885 году в волости имелось 2 ветряных мельницы, 1 крупорушалка, 1 кузница, 2 трактира, 2 питейных дома, 1 ренсковый погреб, 1 чайная, 2 хлебных, 2 мучных и 4 мелочных лавки. Школы имелись в Починках, Жабках и Анохино, все церковно-приходские.
Позднее в Коливоново, на базе бывшей помещичьей усадьбы была открыта земская больница.